# Сильвія Ринажевська
Сильвія Ринажевська (пол. Sylwia Rynarzewska; нар. 14 червня 1976) — колишня польська тенісистка.
Найвищу одиночну позицію світового рейтингу — 442 місце досягла 20 липня 1998, парну — 335 місце — 10 листопада 1997 року.

## Фінали ITF

### Одиночний розряд (0–4)
| Результат | Ранг | Дата           | Турнір            | Покриття | Суперниця           | Рахунок  |
| --------- | ---- | -------------- | ----------------- | -------- | ------------------- | -------- |
| Поразка   | 1.   | 5 червня 1994  | Битом, Польща     | Ґрунт    | Кароліна Петршикова | 2–6, 0–6 |
| Поразка   | 2.   | 3 жовтня 1994  | Київ, Україна     | Ґрунт    | Талина Бейко        | 2–6, 4–6 |
| Поразка   | 3.   | 20 липня 1997  | Торунь, Польща    | Ґрунт    | Анніка Ліндстедт    | 1–6, 0–6 |
| Поразка   | 4.   | 16 серпня 1999 | Бухарест, Румунія | Ґрунт    | Аліенор Трісеррі    | 3–6, 0–6 |

### Парний розряд (0–1)
| Результат | Ранг | Дата           | Турнір            | Покриття | Партнерка       | Суперниці                           | Рахунок  |
| --------- | ---- | -------------- | ----------------- | -------- | --------------- | ----------------------------------- | -------- |
| Поразка   | 1.   | 19 червня 1994 | Марибор, Словенія | Ґрунт    | Моніка Староста | Генрієта Надьова Вероніка Шафаржова | 5–7, 0–6 |